# Tückelhausen
Tückelhausen ist ein Gemeindeteil der Stadt Ochsenfurt im Landkreis Würzburg (Unterfranken, Bayern) mit 270 Einwohnern (Stand 30. Juni 2024). Das Pfarrdorf liegt südwestlich von Ochsenfurt. An Tückelhausen führt der Fränkische Marienweg vorbei.

## Geschichte
Die Geschichte des Ortes ist eng verbunden mit dem Kloster Tückelhausen des Kartäuserordens. Im Rahmen der Säkularisation 1803 wurde das Kloster aufgelöst. In der Folge wurden die Mönchszellen in Wohnungen umgewandelt. Das Dorf besitzt noch eine klosterähnliche Struktur. Am 1. Juli 1972 wurde Tückelhausen in die Stadt Ochsenfurt eingemeindet.

## Kultur und Sehenswürdigkeiten

### Bauwerke und Baudenkmale

#### Kloster Tückelhausen
Im Ort befindet sich das Kloster Tückelhausen.

#### Kirche
Die Kirche im Ort stammt aus dem 18. Jahrhundert.

### Museen
Im Ort befindet sich ein Kartäuser-Museum.